# Маразліївська сільська територіальна громада
Маразліївська сільська територіальна громада — територіальна громада в Україні, у Білгород-Дністровському районі Одеської області, створена 12 серпня 2015 року в рамках адміністративно-територіальної реформи 2015–2020 років. Населення громада складає 6185 осіб, адміністративний центр — село Маразліївка.
Громада утворена в результаті об'єднання Маразліївської, Великомар'янівської і Широківської сільських рад. Таким чином до громади увійшли 9 сіл:
- Великомар'янівка
- Долинівка
- Зелене
- Маразліївка
- Монаші
- Олексіївка
- Полянка
- Романівка
- Широке

Перші вибори відбулися 25 жовтня 2015 року.